# THE MUSMUS
The Musmus (katakana: ザ・ムスムス, estilizado como THE MUSMUS) es una banda de punk rock emo japonesa. 
Fue formada originalmente en febrero el 2005 con el nombre UPLIFT SPICE (katakana: アップリフト・スパイス) con el cual se hicieron conocer hasta su disolución en 2014. Durante este período lanzaron 3 miniálbumes, 5 álbumes y dieron una gran cantidad de presentaciones en vivo. El 26 de septiembre de 2015 la banda anunció su reaparición con un nuevo nombre: The Musmus. Desde ese momento han lanzado 1 miniálbum, 1 álbum y 4 sencillos hasta la fecha.
En octubre de 2019 la banda anunció que suspendería sus actividades indefinidamente.

## Miembros

### Miembros actuales
Chio: Voz
Yookey (ユーキー): Guitarra
Shingo: Batería
Kyoya: Bajo

### Miembros antiguos
Atsushi Moriyasu: Bajo (2005-2010)
Kenji: Bajo (2010-2014)
Tobita: Batería (2005-2014)

## Discografía (Uplift Spice)
| Fecha de lanzamiento     | Título                   | Lista de Canciones | Discográfica |
| ------------------------ | ------------------------ | --- | ------------ |
| 14 de junio de 2006      | Shateki (射的)           | 1. Shateki (射的) 2. Amazarashi (雨ざらし) 3. M31 4. Enogu (絵の具) 5. Aozora ga Nijin da Hi (青空が滲んだ日)                                                        | Sledgehammer |
| 14 de febrero de 2007    | Hanabi no iro (花火の色) | 1. Hanabi no Iro (花火の色) 2. Kikyuu ni Natta Fuusen (気球になった風船) 3. Shiroi Hato (白い鳩) 4. Niji no Fumoto (虹のふもと) 5. Mahou no Komoriuta (魔法の子守唄) | Sledgehammer |
| 12 de septiembre de 2007 | Rasen (螺旋)             | 1. Nijuusan Ya(二十三夜) 2. Syndrome (シンドローム) 3. Amanogawa (天の川) 4. Raiu (雷雨) 5. Komaku (鼓膜) 6. Skateboard (スケートボード)                             | Sledgehammer |

| Fecha de lanzamiento    | Título                            | Lista de Canciones | Discográfica |
| ----------------------- | --------------------------------- | --- | ------------ |
| 9 de julio de 2008      | UPLIFT SPICE                      | 1. Oni (鬼) 2. Kanojo (カノジョ) 3. Hallelujah 4. NGC224 5. Pandora no Hako (パンドラの箱) 6. Myuge (ミュゲー) 7. Mikansei (未完成) 8. Matenrou (摩天楼) 9. Hana no Chou (華と蝶) 10. Bodyguard (ボディーガード) 11. Katachi (カタチ)                                | Sledgehammer |
| 12 de agosto de 2009    | Omega Rhythm (オメガリズム)       | 1. Omega Rhythm (オメガリズム) 2. Nanatsu no Umi (七つの海) 3. Amidakuji (あみだくじ) 4. Klein no Shinzou (クラインの心臓) 5. Ginga Sekidou (銀河赤道) 6. Peace (ピース) 7. Dot Sight 8. Boku wa Dummy (僕はダミー) 9. Present (プレゼント) 10. Diorama              | Dynamord     |
| 1 de septiembre de 2010 | Memento                           | 1. Justice 2. Shelter (シェルター) 3. Memento 4. Chijou no Eden (地上のエデン) 5. ∞Cosmology (∞コスモロジー) 6. Queen Anne's Revenge 7. Koiuta (こいうた) 8. Dandou Transistor (弾道トランジスタ) 9. Time Capsule (タイムカプセル) 10. Mizukagami (水鏡) 11. Mönster | Dynamord     |
| 27 de julio de 2011     | Paradigm Shift (パラダイムシフト) | 1. Minority Parade (マイノリティ・パレード) 2. Liberty Bell (リバティ・ベル) 3. Starburst (スターバースト) 4. ZERO-IN 5. Galileo (ガリレオ) 6. Tenohira (掌) 7. Kuuge (空華) 8. Nano Universe (ナノ・ユニバース) 9. Kaze no Misaki (風の岬) 10. Shinsekai (新世界)   | Dynamord     |
| 13 de noviembre de 2013 | ØØØ                               | 1. TheHangedMan 2. U & I 3. ØØØ 4. Irony 5. Cult/Karuto (カルト) 6. F.U.B.A.R. 7. Mâni to Hati (マーニとハティ) 8. F*** Darlin' 9. PsyWar 10. Hypernova Remnant 11. The End                                                                                          | Dynamord     |

## Discografía (THE MUSMUS)
| Fecha de Lanzamiento   | Título   | Lista de Canciones | Discográfica |
| ---------------------- | -------- | --- | ------------ |
| 2 de diciembre de 2015 | PROLOGUE | 1. BAPTISMA 2. Binary (バイナリ) 3. SILENT FINALE 4. Anemone no Niwa (アネモネの庭) 5. MASS HYSTERIA 6. X-DAY 7. Ulysses (ユリシス) | Dynamord     |

| Fecha de Lanzamiento | Título            | Lista de Canciones | Discográfica |
| -------------------- | ----------------- | --- | ------------ |
| 6 de julio de 2016   | The Musmus Tale Ⅰ | 1. MARINE SNOW 2. SSFMe 3. CRIMSON CRIMSON 4. Suna no Hoshi (砂の星) 5. SHAH MAT 6. BUTTERFLY EFFECT 7. Akashic Record (アカシックレコード) 8. WANDERLUST 9. NEOPOLIS 10. THE MUSMUS RIOT | Dynamord     |

| Fecha de Lanzamiento | Título    | Lista de Canciones                                             | Discográfica |
| -------------------- | --------- | -------------------------------------------------------------- | ------------ |
| 17 de marzo de 2018  | THE MOON  | 1. XYZ 2. Myrrha                                               |              |
| 17 de marzo de 2018  | THE TOWER | 1. Sousaisei Riron (相殺性理論) 2. Demiçeri                    |              |
| 28 de julio de 2018  | THE SUN   | 1. Aoba to Waltz (青葉とワルツ) 2. Mr. Franken (Mr.フランケン) |              |
| 5 de octubre de 2018 | THE DEVIL | 1. Yamiyami (ヤミヤミ) 2. BAKEMON OF A DOWN                    |              |